# Phankham Viphavanh
Phankham Viphavanh (in lao ພັນຄຳ ວິພາວັນ; Houaphan, 14 aprile 1951) è un politico laotiano, primo ministro del Laos dal 2021 al 2022. In precedenza aveva ricoperto la carica di vicepresidente del paese dal 2016 al 2021.

## Biografia
Oltre a essere primo ministro, Viphavanh è membro del politburo e segretario esecutivo del comitato esecutivo del Partito Rivoluzionario del Popolo Lao. In precedenza è stato ministro dell'educazione del Laos e presidente dell'associazione d'amicizia laotiana-vietnamita.